# تو کیستی: مدرسه ۲۰۱۵
تو کیستی: مدرسه ۲۰۱۵ (به کره‌ای: 후아유: 학교 2015) نام سریال تلویزیونی است که در سال ۲۰۱۵ توسط کانال کی بی اس کرهٔ جنوبی ساخته شد و در تاریخ ۲۷ آوریل همان سال در روزهای یک شنبه و سه شنبه به‌طور مرتب در ۱۶ قسمت پخش شد.
این سریال ششمین فصل مجموعهٔ مدرسه است که از سال ۱۹۹۹ تا سال ۲۰۰۱ و پس از وقفه‌ای در سال ۲۰۱۳ ادامه پیدا کرد.